# Юскаев, Рустэм Михайлович
Рустэм Михайлович Юскаев (3 декабря 1963, город Саратов) — актёр театра «Мастерская Петра Фоменко». Заслуженный работник культуры Российской Федерации (2010). Заслуженный артист Российской Федерации (2025).

## Биография
Рустэм Юскаев родился в Саратове. Учился в Саратовском государственном университете, биологический факультет, отделение психологии. Играл в студенческих спектаклях. После окончания работал по профессии на протяжении двух лет.
В 1988 году отправился в Москву поступать на Высшие режиссерские курсы, но в тот год не было набора. Поступил в ГИТИС в мастерскую Петра Наумовича Фоменко. Впоследствии этот курс основал знаменитый театр «Мастерская Петра Фоменко».

## Фильмография
- 1990 Повести Белкина. Гробовщик
- 2003 Прогулка
- 2005 Собака Павлова
- 2006 Эйфория
- 2007 Сваха (сериал)
- 2008 Автобус (сериал) 9 серия
- 2008 Клинч
- 2009 Исаев 2 часть
- 2010 Двое в чужом доме
- 2010 Зеленые поля (короткометражный)
- 2012 Жизнь и судьба
- 2012 Мама по контракту
- 2019 Шифр

## Работы в театре
1. "Двенадцатая ночь" Шекспира (реж. Каменькович) - Орсино
2. "Владимир третьей степени" по Гоголю (реж. Женовач)- Пролетов
3. "Волки и овцы" Островского (реж. Фоменко) - Мурзавецкий
4. "Приключение" Цветаевой (реж. Поповски) - Педант
5. "Балаганчик" Блока (реж. Поповски) - Поэт
6. "Шум и ярость" Фолкнера (реж. Женовач) - Джейсон Компсон
7. "Как важно быть серьезным" Уайлда (реж. Каменькович) - Джон Уортинг
8. "Танцы на праздник урожая" Фрила (реж. Педаяс) - Джерри
9. "Таня-Таня" Мухиной (реж. Фоменко) - Рабочий
10. "Варвары" Горького (реж. Каменькович) - Цыганов
11. "Месяц в деревне" Тургенева (реж. Женовач) - Ракитин
12. "Война и мир. Начало романа" Толстого (реж. Фоменко) - Князь Курагин, Граф Ростов
13. "Три сестры" Чехова (реж. Фоменко) - Вершинин
14. "Отравленная туника" Гумилёва (реж. Поповски) - Царь Трапезондский
15. "Самое важное" Шишкина (реж. Каменькович) - Папа, Л., Гид, Поляков, Серый, Врач, Городецкий
16. "Театральный роман (Записки покойника)" Булгакова (реж. Фоменко, Пирогов) - Ипполит Павлович
17. "Фантазии Фарятьева" Соколовой (реж. Камышникова) - Павел Фарятьев
18. "Сон в летнюю ночь" Шекспира (реж. Поповски) - Питер Клин
19. "Амфитрион" Мольера (реж. Кристоф Рок) - Навкрат, Павзлик